# Portugal nos Jogos Olímpicos de Inverno de 2022
Portugal competiu nos Jogos Olímpicos de Inverno de 2022 em Pequim na China de 4 a 20 de fevereiro de 2022.
Foi a nona aparição do país nas Olimpíadas de Inverno, onde participa regularmente desde os Turim 2006. Vai estar representado por três atletas: Vanina Guerillot e Ricardo Brancal, no esqui alpino, e José Cabeça, no esqui de fundo, todos estreantes em Jogos Olímpicos.

## Competidores
Esta foi a participação por modalidade nesta edição:
| Esporte             | Masculino | Feminino | Total |
| ------------------- | --------- | -------- | ----- |
| Esqui alpino        | 1         | 1        | 2     |
| Esqui cross-country | 1         | 0        | 1     |
| Total               | 2         | 1        | 3     |

## Conquistas

### Recordes Nacionais
| Atleta           | Modalidade          | Prova          | Data                    |
| ---------------- | ------------------- | -------------- | ----------------------- |
| Vanina Guerillot | Esqui alpino        | Slalom gigante | 7 de fevereiro de 2022  |
| José Cabeça      | Esqui cross-country | 15 km livres   | 11 de fevereiro de 2022 |

## Desempenho

### Esqui alpino
Ao cumprir os padrões básicos de qualificação, Portugal qualificou pelo menos um esquiador alpino e uma esquiadora alpina.
Masculino
O esquiador português Ricardo Bancal estreou em Jogos Olímpicos alcançando nos Jogos de Pequim a melhor participação portuguesa masculina no Slalom gigante, ultrapassando o resultado Arthur Hanse, com o 66.º lugar em PyeongChang 2018.
| Atleta          | Evento         | 1º manga | 1º manga | 2º manga | 2º manga | Total   | Total  | Total | Ref.   |
| Atleta          | Evento         | Tempo    | Pos.     | Tempo    | Pos.     | Tempo   | Dif.   | Pos.  | Ref.   |
| --------------- | -------------- | -------- | -------- | -------- | -------- | ------- | ------ | ----- | ------ |
| Ricardo Brancal | Slalom         | 1:06.24  | 46       | 1:00.07  | 38       | 2:06.31 | +22.22 | 39    | [ 9 ]  |
| Ricardo Brancal | Slalom gigante | 1:16.83  | 42       | 1:20.57  | 36       | 2:37.40 | +28.05 | 37    | [ 10 ] |

Feminino
A esquiadora portuguesa estreou em Jogos Olímpicos alcançando nos Jogos de Pequim a melhor participação portuguesa feminina no Slalom gigante, ultrapassando a classificação de Camille Dias nos Jogos de Sochi 2014.
| Atleta           | Evento         | 1º manga | 1º manga | 2º manga | 2º manga | Total   | Total  | Total | Ref.   |
| Atleta           | Evento         | Tempo    | Pos.     | Tempo    | Pos.     | Tempo   | Dif.   | Pos.  | Ref.   |
| ---------------- | -------------- | -------- | -------- | -------- | -------- | ------- | ------ | ----- | ------ |
| Vanina Guerillot | Slalom         | 59.45    | 46       | DNF      | DNF      | DNF     | DNF    | DNF   | [ 12 ] |
| Vanina Guerillot | Slalom gigante | 1:10.59  | 55       | 1:21.52  | 39       | 2:16.92 | +21.23 | 43    | [ 13 ] |

### Esqui cross-country
Ao cumprir os padrões básicos de qualificação, Portugal qualificou pelo menos um esquiador cross-county.
Masculino
José Cabeça alcançou na sua estreia em Jogos Olímpicos, a melhor participação portuguesa masculina na modalidade, batendo o recorde que pertencia a Danny Silva com o 94.º lugar nos Jogos de Turim de 2006.
| Atleta      | Evento         | Final   | Final    | Final | Ref.   |
| Atleta      | Evento         | Tempo   | Dif.     | Pos.  | Ref.   |
| ----------- | -------------- | ------- | -------- | ----- | ------ |
| José Cabeça | 15 km clássico | 49:12.0 | +11:17.2 | 88    | [ 16 ] |

Legenda
| Recorde mundial      | Recorde mundial (World record)               |                       | Recorde africano                      | Recorde africano (African) |                                           | Q | Classificado por posição (Qualified) |
| Recorde olímpico     | Recorde olímpico (Olympic record)            | Recorde da América    | Recorde da América (Americas)         | q                          | Classificado por melhor tempo (Qualified) |   |                                      |
| Melhor marca do ano  | Melhor marca do ano (World leading)          | Recorde asiático      | Recorde asiático (Asian)              | DNS                        | Não largou (Did not start)                |   |                                      |
| Recorde nacional     | Recorde nacional (National record)           | Recorde europeu       | Recorde europeu (European)            | DNF                        | Não terminou (Did not finish)             |   |                                      |
| Recorde pessoal      | Recorde pessoal do atleta (Personal best)    | Recorde da Oceania    | Recorde da Oceania (Oceania)          | DSQ / DQ                   | Desclassificado (Disqualified)            |   |                                      |
| Recorde da temporada | Recorde da temporada do atleta (Season best) | Recorde sul-americano | Recorde sul-americano (South America) | NM                         | Sem marca (No mark)                       |   |                                      |